# Entelodonte
Entelodonte, às vezes apelidado de Porco do Inferno ou Porco Exterminador. É um animal extinto do clado Cetacodontamorpha (que inclui os hipopotamos, cetáceos e outros animais extintos proximos). Vivia nas florestas da América do Norte, Europa, Ásia e África. Permaneceu nas épocas do oligoceno para o Mioceno onde viveu cerca de 20,9 milhões de anos até sua extinção fóssil.

## Taxonomia
Entelodontidae foi nomeado por Richard Lydekker e atribuído ao Nonruminantia por Gregory (1910). Então atribuído Artiodactyla por Lucas et al. (1998); e Entelodontoidea por Carroll (1988) e Boisserie et al. (2005).

## Morfologia
Entelodontes são um grupo extinto de onívoros mamíferos, próximos dos hippopotamos e cetáceos. Possuíam corpos volumosos, mas curto, pernas finas e focinho longo. Os maiores foram os norte-americanos Daeodon shoshonensis e a Eurasian Paraentelodon intermedium, media três metros de comprimento e dois metros de altura no dorso, poderia chegar a pesar uma tonelada, e tinha o cérebro do tamanho de uma laranja.

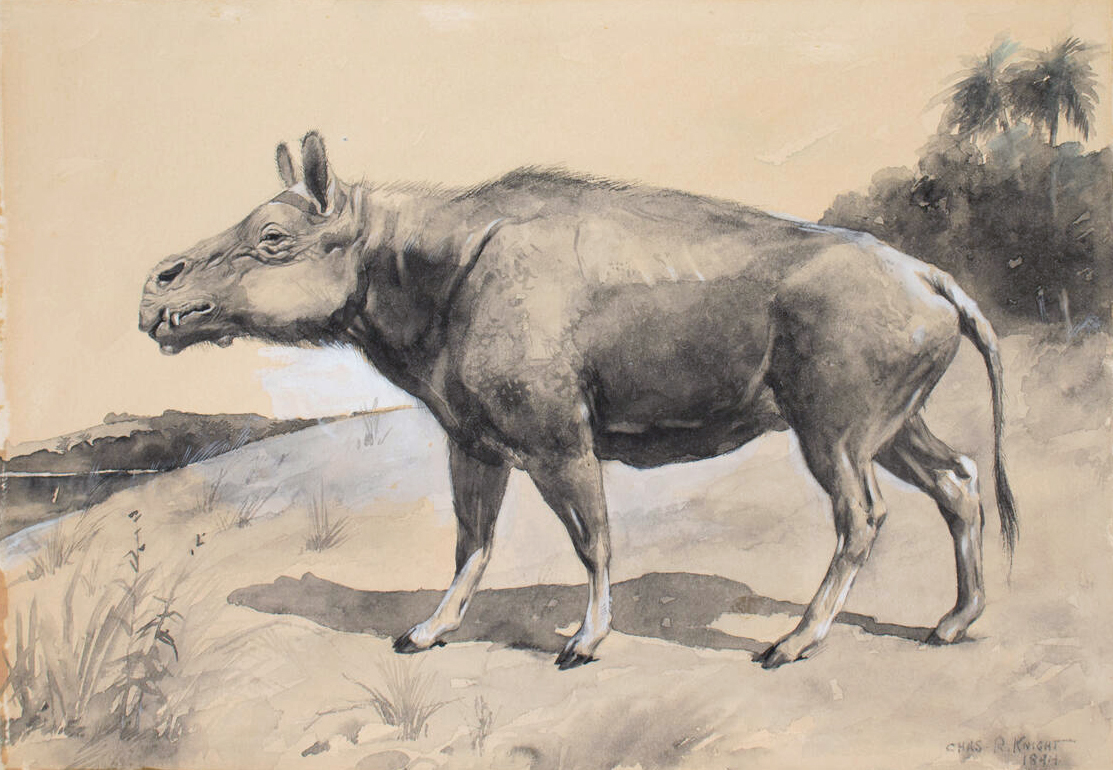
Um Entelodonte por Charles R. Knight
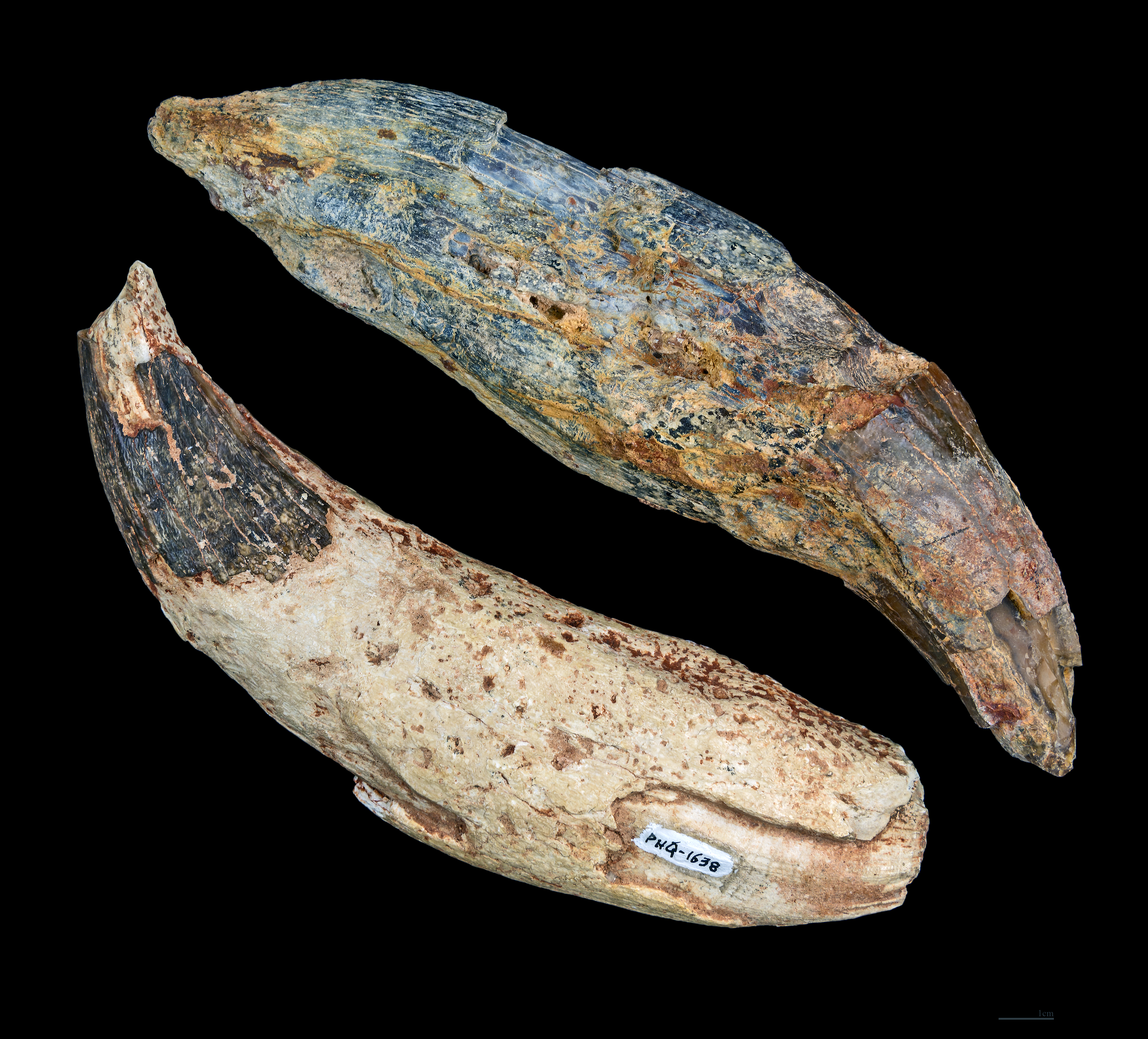
Entelodon magnus MHNT

### Massa Corporal
Um único espécime foi encontrada por M. Mendoza, Janis CM, e Palmqvist P. sua massa corporal foi pesada em torno de 421 kg (930 lb).

## Anatomia e Dentição
Eles tinham um conjunto completo de dentes, incluindo grandes caninos. Era um animal relativamente simples, mas com poderososos molares muito semelhante ao dos suínos modernos. Como muitos outros artiodáctilos, tinham cascos fendidos , com dois dedos do pé tocando no chão, e os outros dois sendo vestigiais.
As características mais visíveis deste animal, no entanto, teria sido o peso, protuberâncias ósseas em ambos os lados de suas cabeças, que são semelhantes a de um javali. Algumas delas podem ser pontos de fixação para os músculos de uma mandíbula poderosa, mas alguns foram maiores no sexo masculino, sugerindo que eles também poderiam ter um papel importante na competição por companheiras

## Estilo de Vida
Entelodontes viviam em florestas e planícies, onde eles eram os predadores da América do Norte, consumia carniça e animais vivos e completaria sua dieta com plantas e tubérculos. Eles teriam caçado animais de grande porte, como grandes Eporeodon e wilsoni Poebrotherium , matando-os com suas garras e mordidas poderosas. Alguns restos fósseis destes animais  foram encontrados com marcas de mordida de entelodontes sobre eles. Como os suínos modernos, eram onívoros, comendo carne e vegetais, mas as suas adaptações revelam uma tendência a viver comendo presas e carniças. Eles provavelmente foram oportunistas, principalmente para atacar animais vivos.

## Classificação
Embora os entelodontes (incluindo outros genêros da familia Entelodontidae) tenham sido classificados há muito tempo como membros dos Suinos  Spaulding et al descobriram que eles estavam mais próximos das baleias e dos hipopótamos do que dos porcos.  A análise cladística da posição das baleias em relação aos Artiodátilos mesoniquianos muda radicalmente dependendo se o mamífero gigante e enigmático Andrewsarchus está incluído, e foi sugerido que Andrewsarchus é de fato um entelodonte ou parente próximo. 

## Cultura Popular
Entelodontes aparecem no documentário Caminhando com as bestas e no O Mundo Perdido. A criatura também é destaque no jogo de vídeogame Wildlife Park 2, e sua participação é semelhante à que nos filmes anteriores.

## Ligações Eeternas
- Videos ABC - Os entelodontes
- Enciclopédia AVPH